# Царьов Віктор Григорович
Віктор Григорович Царьов (рос. Виктор Григорьевич Царёв, нар. 2 червня 1931, Москва, СРСР — 2 січня 2017, там же) — радянський футболіст, що грав на позиції півзахисника. По завершенні ігрової кар'єри — тренер.
Чотириразовий чемпіон СРСР. У складі збірної — чемпіон Європи.

## Клубна кар'єра
Вихованець футбольної школи клубу «Динамо» (Москва). Дорослу футбольну кар'єру розпочав 1955 року в основній команді того ж клубу, кольори якої і захищав протягом усієї своєї кар'єри гравця, що тривала дванадцять років. Більшість часу, проведеного у складі московського «Динамо», був основним гравцем команди. За цей час чотири рази виборював титул чемпіона СРСР.

## Виступи за збірну
У 1958 році дебютував в офіційних матчах у складі національної збірної СРСР. Протягом кар'єри у національній команді, яка тривала 6 років, провів у формі головної команди країни лише 12 матчів.
У складі збірної був учасником чемпіонату світу 1958 року у Швеції, а також чемпіонату Європи 1960 року у Франції, здобувши того року титул континентального чемпіона.

## Кар'єра тренера
Розпочав тренерську кар'єру невдовзі по завершенні кар'єри гравця, 1967 року, увійшовши до тренерського штабу клубу СРСР U-18 . Згодом, у 1976 та 1981 роках очолював тренерський штаб радянської збірної цієї вікової категорії.
Протягом 1973—1975 років входив до тренерського штабу  московського «Динамо», а 1979 року Віктор Царьов нетривалий час був головним тренером московської команди.

## Титули і досягнення
- Чемпіон СРСР (4):

«Динамо» (Москва): 1955, 1957, 1959, 1963
- Чемпіон Європи (1): 1960